# Diaporthe tamaricina
Diaporthe tamaricina är en svampart som beskrevs av Sacc. & Flageolet 1902. Diaporthe tamaricina ingår i släktet Diaporthe och familjen Diaporthaceae.   Inga underarter finns listade i Catalogue of Life.